# Waren (Müritz) (stacja kolejowa)
Waren (Müritz) – stacja kolejowa w Waren (Müritz), w kraju związkowym Meklemburgia-Pomorze Przednie, w Niemczech. Znajdują się tu 3 perony.